# Hans-Jochen Illiger
Hans-Jochen Illiger (* 20. Juli 1939 in Magdeburg; † 27. September 2005 in Oldenburg) war ein deutscher Hämatologe und Onkologe. 

## Leben
Illiger studierte Medizin in Marburg, Wien und Heidelberg. 1967 promovierte er in Heidelberg. Er arbeitete u. a. in Hamburg im Krankenhaus Eilbek, im Schwarzwald im Kreiskrankenhaus Lahr, in einer Praxis in Sprendlingen und in Zürich im Kreisspital Rüti. Im Jahr 1969 verbrachte er zwei Monate in einem Urwaldkrankenhaus in San Pedro, Elfenbeinküste, wo er medizinische Praxis ausübte. Danach leistete er seinen Wehrdienst bei der Marine in Glücksburg Meierwik, bevor er Schiffsarzt einer Südamerikalinie war. 
Er war verheiratet und hatte zwei Kinder.

## Wirken
1974 wurde er Assistenzarzt der Medizinischen Universitätsklinik Bonn. Er arbeitete in den Fachbereichen Hämatologie und Onkologie und habilitierte im Jahr 1980. Er setzte sich aktiv für das Bonner Tumor-Nachsorge-Modell ein und wurde im Jahr 1978 in den Beratungsausschuss des Programms der Bundesregierung zur Förderung von Forschung und Entwicklung im Dienste der Gesundheit berufen. Ab 1982 bis zu seinem Ruhestand 2004 leitete er eine neu einzurichtende Abteilung für Hämatologie und Onkologie am Klinikum in Oldenburg. 1983 gründete er das Tumorzentrum Weser-Ems e. V., dessen Vorsitzender er von 1986 bis 1993 war. 1983 wurde er in den Vorstand der Arbeitsgemeinschaft für Internistische Onkologie (AIO) gewählt.  Im Jahr 1989 gründete er die Wilsede-Schule als eine Bildungseinrichtung speziell für Hämatologie und Onkologie. Er etablierte die Nachsorgeleitstelle Oldenburg, aus der sich mit Förderung des Gesundheitsministeriums das Krebsregister Weser-Ems entwickelte. Dieses ging im Jahr 2000 in das Epidemiologische Krebsregister Niedersachsen EKN ein, das heute zu den international führenden Krebsregistern zählt.
Er galt als Wegbereiter für eine ganzheitliche Onkologie. Sein wissenschaftlicher Schwerpunkt lag in der Versorgungsforschung, gegründet auf den Prinzipien der Good Clinical Practice.
Der nach ihm benannte Hans-Jochen-Illiger-Gedächtnispreis richtet sich an Wissenschaftler, deren Arbeit sich im Rahmen von großen randomisierten Phase-I-III-Studien mit neuen Therapiekonzepten oder Behandlungsmethoden auseinandersetzt. Der Preis wird von der Wilsede-Schule und der Wilsede-Akademie gestiftet und jährlich verliehen.

## Veröffentlichungen (Auswahl)
- Vergleich einiger Mitosegifte am Ehrlich'schen Mäuse-Ascites-Tumor und an Goldhamstern. Hochschulschrift Heidelberg, Heidelberg 1967.

## Ehrungen
- 1987: Professoren-Titel[1]
- 2004: Ehrenmitglied der Deutschen Gesellschaft für Hämatologie und Medizinische Onkologie[4]